# Dobrzyń (Lubsza)

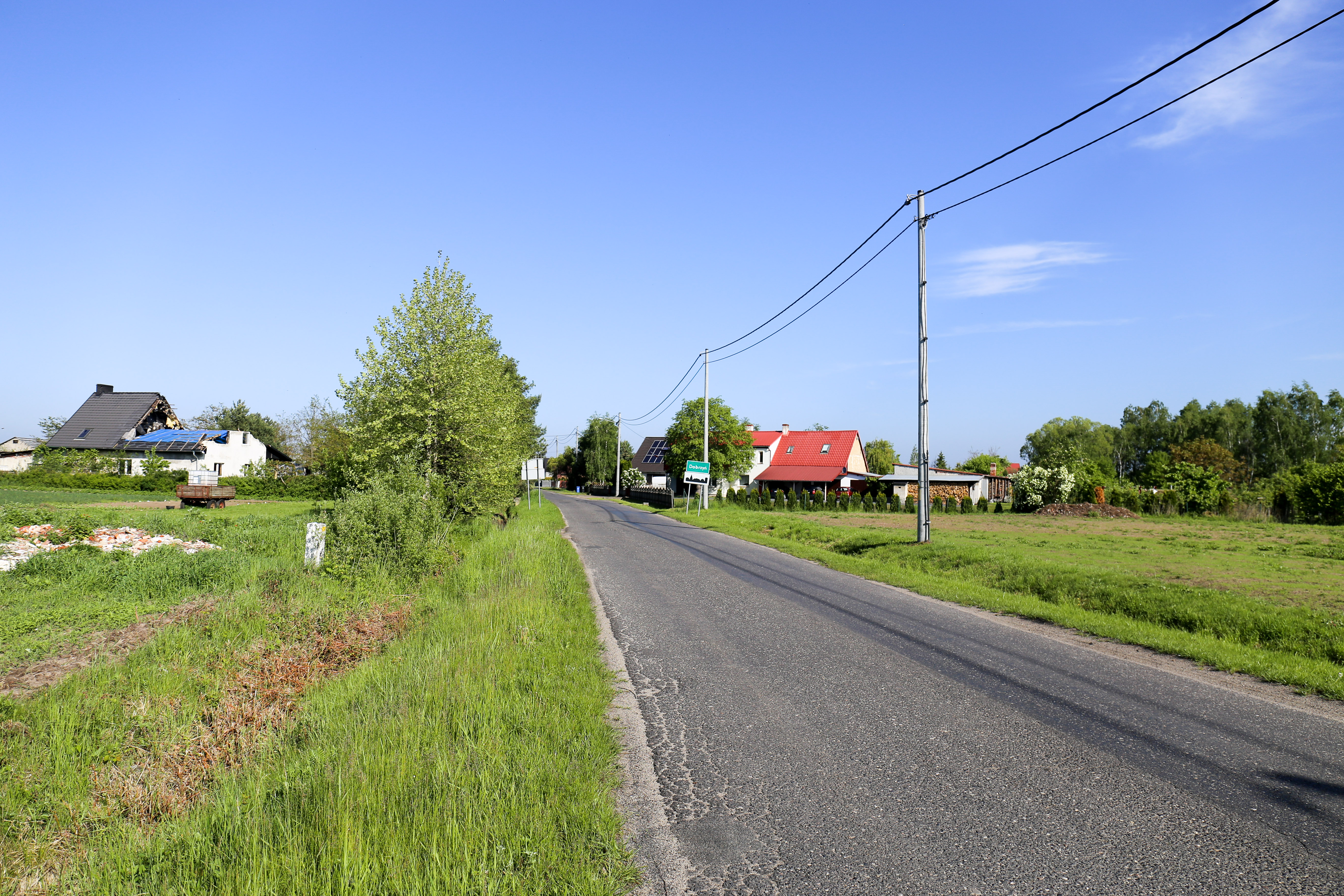
Ortseingang

Dobrzyń (deutsch: Groß Döbern) ist ein Ort in der Landgemeinde Lubsza im Powiat Brzeski der Woiwodschaft Opole in Polen.

## Geographie
Das Angerdorf Dobrzyń liegt sieben Kilometer nordwestlich von Lubsza (Leubusch), zwölf Kilometer nördlich von Brzeg (Brieg) und rund 70 Kilometer nordwestlich von Opole (Oppeln) in der Schlesischen Tiefebene. Nördlich liegt das Naturschutzgebiet Rezerwat przyrody Lubsza. 
Nachbarorte von Dobrzyń sind im Nordwesten Błota (Neu Limburg), im Südosten Lubsza (Leubusch) und im Süden Szydłowice (Scheidelwitz).

## Geschichte
Nach dem Ersten Schlesischen Krieg 1742 fiel Groß Döbern zusammen mit dem größten Teil Schlesiens an Preußen. 
Nach der Neugliederung Preußens gehörte die Landgemeinde Groß Döbern ab 1815 zur Provinz Schlesien und war ab 1816 dem Landkreis Brieg eingegliedert, mit dem es bis 1945 verbunden blieb. 1874 wurde der Amtsbezirk Scheidelwitz gegründet, welcher die Landgemeinden Groß Döbern, Liednitz, Neu Limburg und Scheidelwitz und die Gutsbezirke Liednitz und Smortawe umfasste. 1885 zählte der Ort 2105 Einwohner.
1933 zählte Groß Döbern 906, 1939 wiederum 885 Einwohner. Bis 1945 befand sich der Ort im Landkreis Brieg.
Als Folge des Zweiten Weltkriegs fiel Groß Döbern 1945 wie fast ganz Schlesien an Polen, wurde in Dobrzyń umbenannt und der Woiwodschaft Schlesien angegliedert. Die deutsche Bevölkerung wurde, soweit sie nicht vorher geflohen war, weitgehend vertrieben. Die neu angesiedelten Bewohner waren zum Teil Heimatvertriebene aus Ostpolen. 1950 kam der Ort zur Woiwodschaft Opole. 1999 kam der Ort zum Powiat Brzeski. 

## Sehenswürdigkeiten

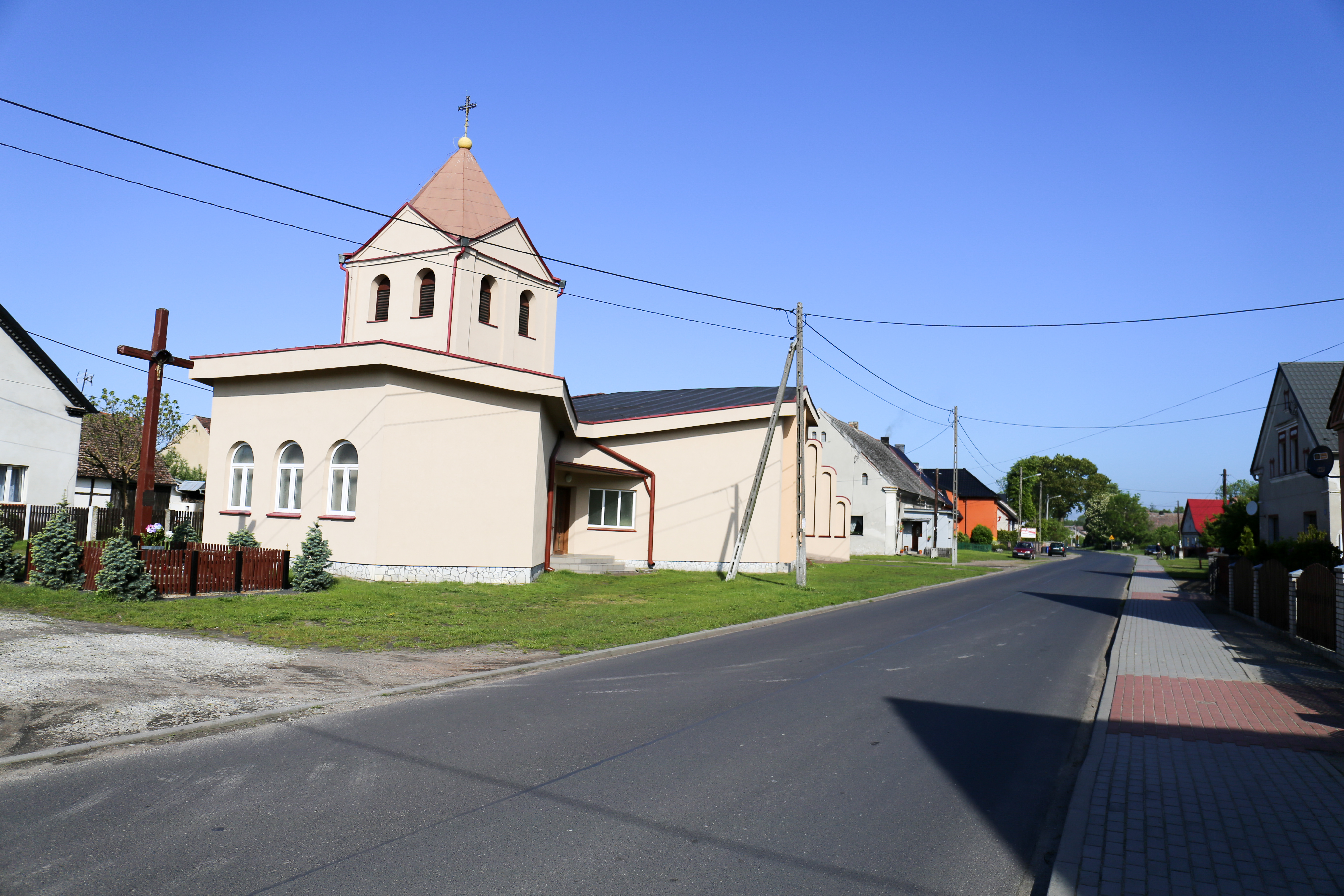
Stanislaus-Kostka-Kirche

- Römisch-katholische Stanislaus-Kostka-Kirche (poln. Kościół św. Stanisława Kostki)

## Vereine
- Freiwillige Feuerwehr OSP Dobrzyń
- Fußballverein LZS Victoria Dobrzyń